# Живот и съдба
„Живот и съдба“ (на руски: Жизнь и судьба) е роман на руския писател Василий Гросман, писан през 1950 – 1959 година и издаден за пръв път едва след неговата смърт, през 1980 година в Швейцария.
„Живот и съдба“ е епичен исторически роман, представящ Сталинградската битка през Втората световна война чрез въздействието ѝ върху множество герои, главни сред които са жена от средната класа и нейните четири деца. Романът е сравняван с посветения на Наполеоновите войни класически руски роман „Война и мир“ на Лев Толстой. Заради критичното си отношение към тоталитарния комунистически режим „Живот и съдба“ е забранен от съветската цензура, а политическата полиция се опитва да конфискува съществуващите копия. Въпреки това копие на книгата е изнесено в чужбина и е публикувано в Швейцария през 1980 година. За пръв път е публикувана в Русия през 1988 година, по време на Перестройката.
На български „Живот и съдба“ е издаден през 2009 година в превод на Здравка Петрова.